# 선정중학교
선정중학교(善正中學校)는 대한민국 서울특별시 은평구 갈현동에 있는 사립 중학교이다.

## 학교 연혁
- 1950년 5월 22일 : 한양 여자 상업중학교 설립 인가, 개교
- 1954년 3월 12일 : 성정여자중학교로 교명을 변경하여 개교
- 1957년 3월 9일 : 중학교 제1회 졸업식 거행
- 1981년 2월 28일 : 사직동에서 현 위치 갈현동 227-5로 이전
- 1984년 4월 2일 : 선정여자중학교로 교명 변경
- 1989년 4월 27일 : 학교법인 선화학원 합병 승인
- 1997년 10월 1일 : 선문학원으로 합병, 곽정환 이사장 취임
- 2003년 3월 1일 : 선정중학교로 교명 변경
- 2017년 10월 25일 : 학교법인 선학학원으로 명칭 변경
- 2018년 7월 4일 : 송용천 이사장 취임
- 2020년 3월 1일 : 제15대 김종철 교장 취임
- 2023년 2월 8일 : 제67회 졸업식 졸업생 202명(누계 24,648명)
- 2023년 3월 2일 : 입학식 (신입생 195명)

## 참고 자료
- 선정중학교 - 한국교육학술정보원 학교알리미